# Nabis flavomarginatus
Die Gelbrand-Sichelwanze (Nabis flavomarginatus, Syn.: Kalmanius flavomarginatus), auch Gelbrandsichelwanze geschrieben, ist eine Wanzenart aus der Familie der Sichelwanzen (Nabidae).

## Merkmale
Die Wanzen werden 7,3 bis 10,0 Millimeter lang. Die leicht bestimmbaren Tiere sind verhältnismäßig groß, haben einen breiten Körperbau und verhältnismäßig kurze Flügel. Die Oberseite des Hinterleibs ist dicht mit kurzen, goldenen Härchen besetzt. Er ist schwarz und trägt mittig eine helle Längsbinde. Seine Seitenränder sind gelbbraun oder rötlich. Die Imagines haben überwiegend zurückgebildete (brachyptere) Flügel, diese sind aber länger als bei Nabis limbatus und erreichen die Hälfte der Länge des Hinterleibs. Sie haben eine gelbbraune Farbe. Die Fühler sind länger als bei Nabis mirmicoides, sie reichen jedoch nicht bis zum Hinterleibsende. Die Imagines haben nur selten voll entwickelte (makroptere) Flügel, meist sind diese Tiere unter Weibchen höherer Lagen oder im Norden des Verbreitungsgebietes zu finden.

## Vorkommen und Lebensraum
Die Art ist holarktisch verbreitet und kommt vor allem in Nord- und Osteuropa vor. Im Südwesten und Süden fehlt sie jedoch überwiegend. Im Osten erstreckt sich die Verbreitung über Sibirien und Zentralasien nach Japan, in den Norden Chinas und nach Korea. In der Nearktis ist sie in Alaska, Kanada und Grönland verbreitet, seit 1989 ist sie auch erstmals im kontinentalen Hauptteil der USA (Maine) nachgewiesen. In Grönland ist es die einzige Art der Familie Nabidae und sie ist in auffallender Weise an das frühere Siedlungsgebiet der Wikinger gebunden; über ihre Einschleppung durch diese im frühen Mittelalter wird spekuliert. In West- und Mitteleuropa ist die Art vor allem boreomontan verbreitet. Sie tritt in Deutschland und Österreich überall auf, ist jedoch in Norddeutschland und in den Mittelgebirgen viel häufiger, im Süden und dem Flachland jedoch stellenweise selten. Sie steigt in den Alpen bis etwa 2200 Meter Seehöhe.
Besiedelt werden leicht feuchte bis nasse, offene Lebensräume mit hohem Bewuchs von Süßgräsern (Poaceae), Sauergrasgewächsen (Cyperaceae) und Binsengewächsen (Juncaceae). Die Art bevorzugt mikroklimatisch niedrigere Temperaturen als die meisten anderen Arten der Unterfamilie Nabinae. An halbschattigen Orten findet man sie seltener.

## Lebensweise
Nabis flavomarginatus lebt vor allem in der Krautschicht und hat ein unspezifisches Beutespektrum. Entsprechend ihrem Lebensraum zählen allerdings Zikaden zu häufigen Beutetieren. Die Überwinterung erfolgt als Ei. Die Weibchen stechen diese in die unteren Bereiche der Halme von Süß- und Sauergräsern ein. Die Nymphen treten von Mai bis Juli auf, die Adulten abhängig von der Höhenlage ab Juni/Juli bis Oktober, wobei spät im Jahr nur noch Weibchen zu beobachten sind. Das Maximum des Auftretens der Adulten liegt zwischen Ende Juli und Ende August.

## Belege